# Coussarea paniculata
Coussarea paniculata är en måreväxtart som först beskrevs av Vahl, och fick sitt nu gällande namn av Paul Carpenter Standley. Coussarea paniculata ingår i släktet Coussarea och familjen måreväxter. Inga underarter finns listade i Catalogue of Life.